# IC 4905
IC 4905 је спирална галаксија у сазвјежђу Паун која се налази на листи објеката дубоког неба у Индекс каталогу.
Деклинација објекта је - 61° 13' 15" а ректасцензија 19h 56m 6,2s. Привидна величина (магнитуда) објекта IC 4905 износи 15,0 а фотографска магнитуда 15,9. IC 4905 је још познат и под ознакама ESO 142-55, PGC 63828.